# Мелані Вілсон
Мелані Вілсон (англ. Melanie Wilson; нар. 25 червня 1984, Саутгемптон, Велика Британія) — британська веслувальниця, срібна призерка Олімпійських ігор 2016 року, чемпіонка Європи.

## Виступи на Олімпіадах
| Олімпіада   | Дисципліна                     | Місце |
| ----------- | ------------------------------ | ----- |
| Лондон 2012 | четвірка парна                 | 6     |
| Ріо 2016    | вісімка розстібна зі стерновим | 2     |

## Зовнішні посилання
- Профіль [Архівовано 7 січня 2021 у Wayback Machine.] на сайті FISA.

1. ↑  Melanie Wilson